# Mark Rothko

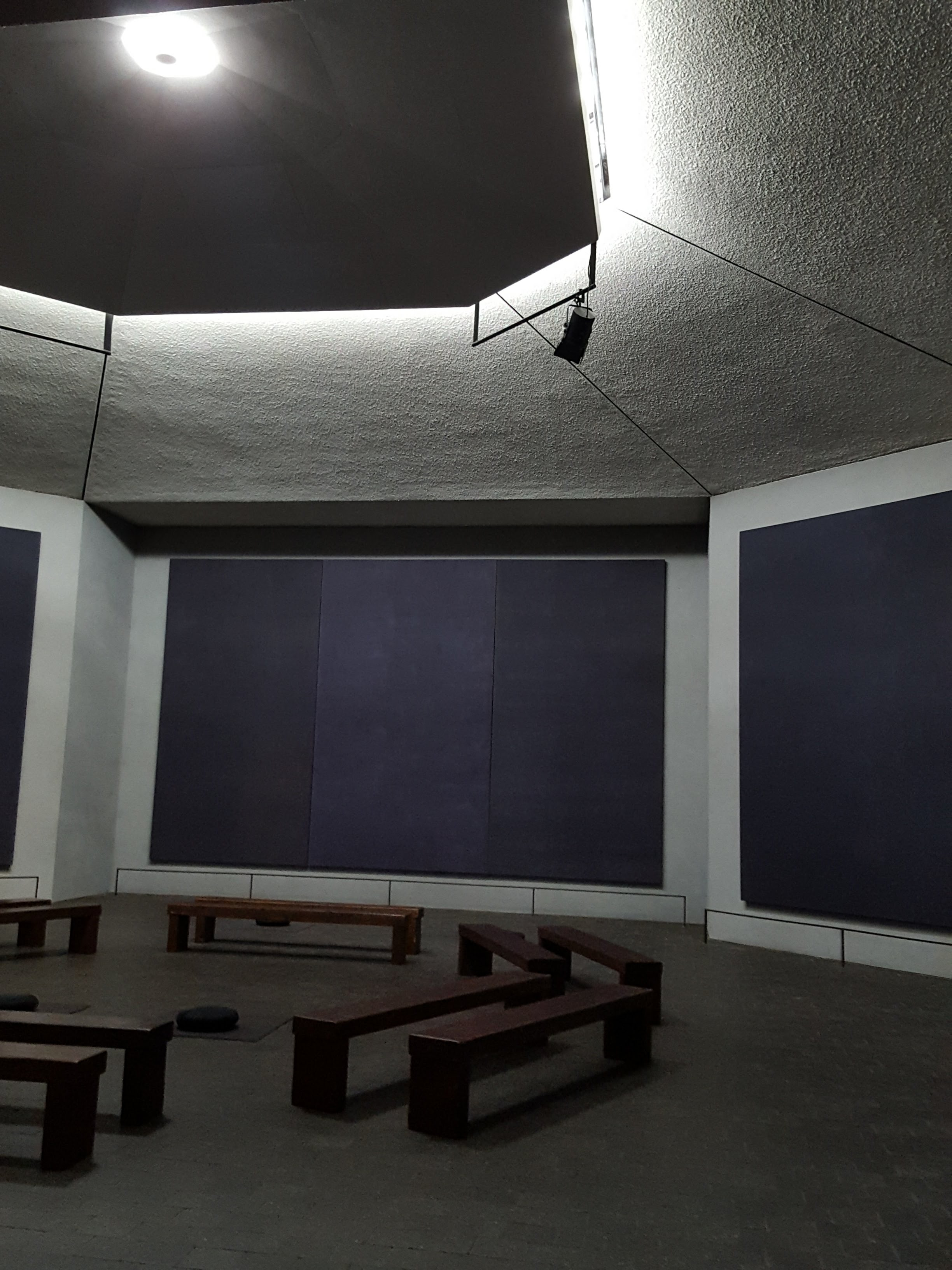
Wnętrze Kaplicy Rothko

Mark Rothko, właśc. Marcus Rothkowitz (ur. 25 września 1903 w Dyneburgu, zm. 25 lutego 1970 w Nowym Jorku) – amerykański malarz, przedstawiciel color field painting.

## Życiorys
Był ostatnim z czworga dzieci żydowskiego aptekarza z  Łotwy, Jakowa Rothkowitza i Anny Goldin. W 1910 ojciec wyemigrował z Łotwy do USA, zamieszkując w Portland w stanie Oregon. Po roku do Portland przybyli dwaj starsi synowie, a w sierpniu 1913 dołączył Marcus z matką i siostrą. W 1914 Jakow umarł. 
Gwałtowne pogorszenie sytuacji materialnej rodziny spowodowało, że dzieci zmuszone były do podjęcia pracy zarobkowej. Marcus sprzedawał gazety na ulicy. Rozpoczął jednak naukę w liceum w Portland, a stypendium, które otrzymał po zdaniu egzaminów końcowych w 1921, umożliwiło mu rozpoczęcie studiów na Uniwersytecie Yale. Po roku utracił stypendium i w rezultacie w 1923 zamieszkał w Nowym Jorku.
W 1924 uczęszczał na kursy rysunku z modela i martwej natury w nowojorskiej Art Students League. W dwa lata później został nauczycielem zajęć plastycznych dla dzieci w Brooklyn Jewish Center, gdzie przepracował 24 lata.
W 1932, po krótkim okresie znajomości, poślubił Edith Sachar, a w następnym roku w Contemporary Arts Gallery odbyła się pierwsza indywidualna wystawa jego prac. W 1938 otrzymał obywatelstwo amerykańskie. W dwa lata później uprościł nazwisko, od tej pory podpisując się wyłącznie jako Mark Rothko. Po rozstaniu w 1943 z Edith, w 1945 ożenił się z Mary Alice Beistel, z którą miał dwoje dzieci. Łączyła go wielka przyjaźń z Miltonem Avery i jego żoną, w których domu przez 35 lat spędzał regularnie długie wieczory na rozmowach o sztuce i literaturze. Przyjaźnił się z Clyffordem Stillem, Adem Reinhardtem. W 1948 razem z Baziotesem, Motherwellem i Newmanem założyli szkołę The Subject of the Artist.
Choć cieszył się uznaniem innych artystów, pozostał w cieniu aż do lat 60. XX w., utrzymując się z lekcji malarstwa. Pierwsze zamówienie na dekorację ścienną otrzymał w 1958 w nowojorskim Seagram Building. W połowie lat 60. współpracował z architektem Philipem Johnsonem przy budowie kaplicy uniwersyteckiej katolickiej uczelni w Houston, Uniwersytetu Świętego Tomasza, w którym znalazło się 18 powiązanych z sobą tematycznie jego dzieł. Świątynia stała się później znana jako Kaplica Rothko.
Niemal w przededniu poświęcenia kaplicy, po długiej walce z depresją, Rothko popełnił samobójstwo podcinając żyły w zgięciach przedramion w swoim nowojorskim studio.

## Twórczość

### Droga do abstrakcji
Jego obrazy koncentrowały się na prostych emocjach – płótna najczęściej wypełniały nieliczne intensywne barwy, z niewielką liczbą szczegółów.
Przywiązywał dużą wagę do używanych przez siebie pędzli. Dbał o nie, w specjalny sposób je czyszcząc i konserwując. Lubił miękki włos wysłużonych pędzli, będący jakby przedłużeniem dłoni. Malując wielkie formaty niejednokrotnie używał pędzli służących do malowania ścian. Ale malował lekko, jedynie samym czubkiem, aby zapewnić gładką powierzchnię płótna. Delikatne kolory, zwłaszcza w drugiej połowie lat czterdziestych, sprawiały, że obrazy niosły niezwykły spokój. W następnych latach dążył do uproszczenia kompozycji. Mniej więcej od 1945 Rothko, którego malarstwo cały czas ciążyło w kierunku figuratywności, zaczął doceniać abstrakcję. Wkrótce stała się ona dla niego jedyną drogą do wyrażania elementarnych emocji: rozpaczy, ekstazy, rezygnacji oraz ostateczności.
Ukonkretnieniem idei ekstazy jest pochodząca z 1956 praca Żółte-złote. Prostota formy, ograniczająca się do monochromatycznych trzech prostokątnych płaszczyzn, delikatność prowadzenia pędzla wydobywają z dzieła niejednorodne światło i wibrację kolorów. Formy prostokątów sprawiają wrażenie, jakby wynurzały się z obrazu, zmieniając odległość względem obserwatora, co razem z grą światła i barwy daje efekt lekkiego ruchu. Artysta miał zwyczaj tak manipulować barwą, aby formy sprawiały złudzenie, że wychodzą w przód lub cofają się w głąb.
Pragnął wchłonąć widza w obraz, wprowadzić go w stan ekstazy, dlatego chciał przekroczyć granicę, jaką malarzowi daje zwykła przyjemność z obcowania z barwą. Zresztą często powtarzał, że kolorystą nie jest.

### Kolor i płaszczyzna
Interesował go nie tylko emocjonalny aspekt koloru. Równie mocno akcentował rolę płaszczyzny barwnej. Jego płótna często pozostawały bez ram, zamalowywał podwinięte brzegi, przeważnie mocowane z tyłu blejtramu. Chciał, aby jego kompozycje dawały złudzenie elementu większej całości, za którą uważał swoją twórczość.
Przykładał dużą wagę do sposobu eksponowania prac, oglądania ich z odpowiedniej odległości, w konkretnym oświetleniu, zestawieniu, przyjmując gamę kolorystyczną za kryterium doboru serii. Czasami jego obrazy, jak np. Wine-Rust-Blue on Black oglądane były w bardzo słabym świetle, a w ekstremalnych przypadkach malarz uważał, że jego kompozycje należy oglądać przy wygaszonych lampach. Właściciel jednej z londyńskich galerii, Bryan Robertson, tak zrelacjonował niecodzienne warunki, w jakich eksponowano jedno z dzieł: kiedy oko przyzwyczaiło się już do ciemności, efekt był niezapomniany: tliło się delikatne, czerwonawe światło, które wydobywało się ze ścian. Stworzenie optymalnych warunków ułatwić miało dialog między kompozycjami a także między dziełem i odbiorcą.
Charakterystyczną cechą malarstwa Marka Rothko są powtórzenia. Powiedział kiedyś: Jeśli warto jakąś rzecz zrobić raz, warto ją powtórzyć jeszcze i jeszcze raz, wszechstronnie ją zbadać, wypróbować i doświadczyć, tak aby zmusić publiczność do spojrzenia na nią. Dlatego wielokrotnie powracał do tych samych tematów. Częstym motywem w jego twórczości są układane warstwami prostokąty. Typowym przykładem jest praca Bez tytułu (1953), w której na dość intensywnie czerwonym płótnie namalował jeden nad drugim poziome świetliste prostokąty. Komponował je symetrycznie dla uniknięcia chaosu. Posługiwał się nieostrym konturem, co pozwalało wtapiać figury w tło. Malowane na dużych formatach, wypełniały całe pole widzenia obserwatora.

### Serie prac
Trzykrotnie Rothko przyjął zamówienie na realizację cyklu wielkoformatowych płócien. Pierwszą pracą, o rozmiarach 8,20 × 17 m, w 1958 miał być wystrój jednego z wnętrz w Seagram Building w Nowym Jorku. Zleceniodawca pozostawił artyście całkowitą dowolność w realizacji dzieła. Rothko wykonał trzy różne serie obrazów. Miały być one dekoracją ekskluzywnej restauracji Four Seasons. Rothko przyjmując zamówienie opiewające na zawrotną sumę, pragnął aby jego obrazy wstrząsnęły odbiorcami. Przed ukończeniem cyklu prac, wraz z żoną odwiedził restaurację. Uświadomił sobie wtedy, że ludzie, którzy wydają tak ogromne pieniądze na jedzenie, nie są w stanie docenić jego dzieła. Zrezygnowany postanowił wykorzystać zapis w umowie, który pozwalał mu na zatrzymanie płócien i odstąpienie od ukończenia zlecenia.
Potrzeba stworzenia własnej przestrzeni artystycznej skłoniła artystę do dalszych poszukiwań. Pomysł z pierwszej koncepcji wykorzystał w drugim zamówieniu z 1961 roku. Kompozycję wystawiono w harvardzkim Holyoke Center. Ostatecznie swoje marzenie, Rothko zrealizował w serii wielkoformatowych czarnych płócien tworzonych z myślą o umieszczeniu ich w wielowyznaniowej Kaplicy University of St. Thomas w Houston.

## Rothko na rynku sztuki
W maju 2012 dom aukcyjny Christie’s sprzedał obraz Pomarańczowe, czerwone, żółte (1961) za 86,9 mln dolarów, co uczyniło go wówczas najdroższym dziełem sztuki współczesnej. Płótno pochodziło z kolekcji ekspresjonizmu abstrakcyjnego Davida Pincusa. Drugim w kolejności najdroższym obrazem Rothko był Biały środek (żółty, różowy, lawendowy) (1950), sprzedany w maju 2011 przez Christie’s za 72,8 mln dolarów.